# Thomas Lawson Price
Thomas Lawson Price (* 19. Januar 1809 bei Danville, Virginia; † 15. Juli 1870 in Jefferson City, Missouri) war ein US-amerikanischer Politiker. In den Jahren 1862 und 1863 vertrat er den Bundesstaat Missouri im US-Repräsentantenhaus.

## Werdegang
Thomas Price besuchte die öffentlichen Schulen seiner Heimat. Im Jahr 1831 ließ er sich in Jefferson City nieder und arbeitete dort als Postkutschenfahrer sowie im Handel. Gleichzeitig begann er als Mitglied der Demokratischen Partei eine politische Laufbahn. Zwischen 1839 und 1842 war er der erste Bürgermeister seiner neuen Heimatstadt; im Jahr 1845 kandidierte er erfolglos für den Senat von Missouri. Während des Mexikanisch-Amerikanischen Krieges wurde Price 1847 zum Brevet-Generalmajor der Staatsmiliz ernannt.
Zwischen 1848 und 1852 war er als Vizegouverneur Stellvertreter von Gouverneur Austin Augustus King. Zwischen 1860 und 1862 saß Price als Abgeordneter im Repräsentantenhaus von Missouri. Er war an der Gründung der Capital City Bank beteiligt und Präsident der Jefferson Land Co.; außerdem war er im Eisenbahngeschäft involviert, wo er den Bau verschiedener Bahnlinien förderte. Zu Beginn des Bürgerkrieges war Price Brigadegeneral der Freiwilligen im Dienst des Unionsheers.
Nach dem Ausschluss des Abgeordneten John William Reid, der sich der Konföderation angeschlossen hatte, wurde Price bei der fälligen Nachwahl für den fünften Sitz von Missouri als dessen Nachfolger in das US-Repräsentantenhaus in Washington, D.C. gewählt, wo er am 21. Januar 1862 sein neues Mandat antrat. Da er bei den regulären Wahlen des Jahres 1862 dem Unionisten Joseph W. McClurg unterlag, konnte er bis zum 3. März 1863 nur die laufende Legislaturperiode im Kongress beenden. In den Jahren 1864 und 1868 war Price Delegierter zu den jeweiligen Democratic National Conventions. Er starb am 15. Juli 1870 in Jefferson City.